# Болен Везиби
Болен Везиби (фр. Bollène-Vésubie) насеље је и општина у Француској у региону Прованса-Алпи-Азурна обала, у департману Приморски Алпи која припада префектури Ница.
По подацима из 1999. године у општини је живело 413 (Bollénois) становника, а густина насељености је износила 11 становника/km². Општина се простире на површини од 35,57 km². Налази се на средњој надморској висини од 650 метара (максималној 2.122 m, а минималној 465 m).

## Демографија
| 1962. | 1968. | 1975. | 1982. | 1990. | 1999. |
| ----- | ----- | ----- | ----- | ----- | ----- |
| 229   | 243   | 247   | 262   | 308   | 413   |

График промене броја становника у току последњих година